# José Gas
José Gas o Gaz (Martorell, 1656 - Gerona, 27 de diciembre de 1713) fue un compositor y maestro de capilla de Cataluña (España).

## Vida
José Gas nació en Martorell, actualmente en la provincia de Barcelona, en 1566. Parece que se formó en la Catedral de Barcelona como monaguillo con el maestro Luis Vicente Gargallo (1636-82).
Su primer cargo fue como maestro de capilla de la iglesia de Santa María de Mataró, donde permaneció entre 1675 y 1685.
Tras la partida de Jaime Subías a la Colegiata de Manresa en 1685, quedaba vacante el magisterio de Santa María del Mar de Barcelona, que ocupó de forma interina el organista, Gabriel Manalt. Consiguió el cargo Gas, que permaneció en él cinco años, de 1685 a 1690.
En 1682 Gas ya se había presentado a las oposiciones para el magisterio de la Catedral de Gerona. El magisterio se había quedado vacante tras el fallecimiento del maestro Felipe Parellada Mata, por lo que se realizaron oposiciones que ganó el maestro Francisco Soler. Soler solo permaneció seis años, hasta su fallecimiento en 1688, tras lo que el cargo quedó en manos de forma interina de los músicos Josep Torner (en 1688) y Gabriel Argany (en 1690). Tras la partida destemplada de Argany, el cabildo llamó a Gas, que consiguió la plaza el 16 de julio de 1690 sin necesidad de nuevas oposiciones.
La llegada de Gas dio algo de estabilidad a la capilla de música, que había visto el paso de numerosos maestros e interinos desde el fallecimiento de Parellada. Sus últimos años estuvieron marcados por los acontecimientos de la Guerra de sucesión española en Gerona. Permanecería en el cargo hasta su jubilación en 1711, con un salario de 60 libras anuales y un porcentaje sobre los beneficios de la capilla, y falleció dos años más tarde, el 27 de diciembre de 1713. Está enterrado en el claustro de la catedral de Gerona.

## Obra
De producción muy extensa, durante esos años escribió obras tanto para celebrar la visita del archiduque Carlos, coronado en Barcelona como Carlos III, como en honor de Felipe V para celebrar las victorias de sus tropas.